# لحیم‌کاری

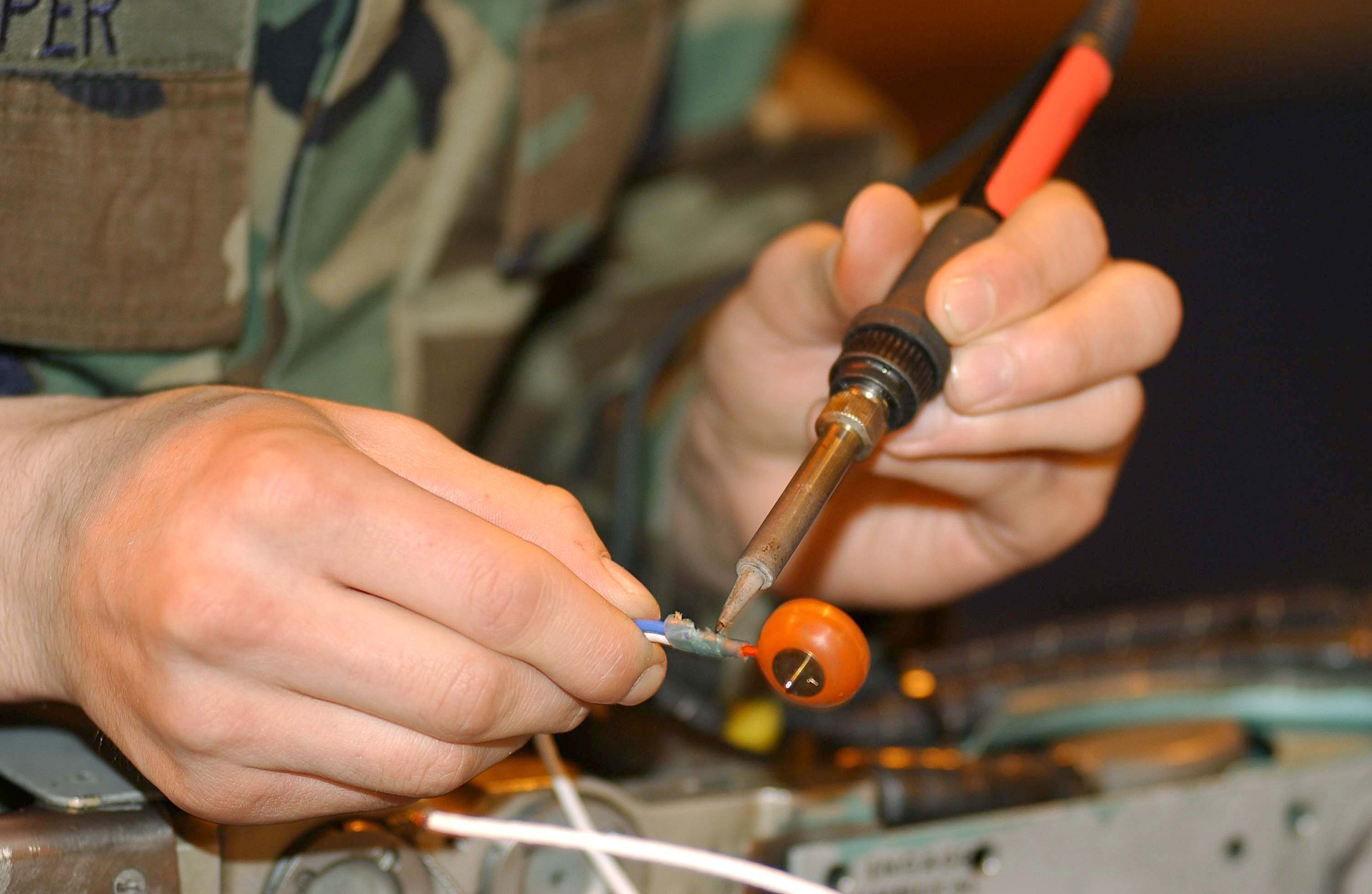
لحیم‌کاری با کمک سیم

لحیم‌کاری (به انگلیسی: Soldering) فرآیندی است که در آن دو یا چند جسم معمولاً فلزی با ذوب کردن و قراردادن یک فلز پرکننده (لحیم) به هم متصل می‌شوند. در این فرآِیند فلز لحیم نقطه ذوب پایین‌تری از دو جسم دیگر دارد. برخلاف جوشکاری، در لحیم‌کاری فلز پایه ذوب نمی‌شود و فقط فلز پرکننده یا لحیم ذوب می‌شود. در لحیم‌کاری سخت نیز فلز پایه ذوب نمی‌شود ولی فلز لحیم در دمای بالاتری ذوب می‌شود. در گذشته، تقریباً تمام فلزات لحیم شامل سرب بودند ولی نگرانی‌های فزاینده زیست‌محیطی و بهداشتی بر استفاده از لحیم‌های بدون سرب برای کاربردهای الکترونیکی و لوله‌کشی تأکید می‌کنند.

## پیشینه
شواهدی وجود دارد که لحیم کاری را ۵۰۰۰ سال پیش در بین‌النهرین به کار گرفته‌اند. تصور می‌شود که لحیم‌کاری و بریزینگ از اوایل تاریخ فلزکاری و احتمالاً از ۴۰۰۰ سال پیش از میلاد منشأ گرفته‌است. شمشیرهای سومری ۳۰۰۰ سال قبل از میلاد با استفاده از لحیم‌کاری سخت تولید می‌شدند.
لحیم‌کاری در تاریخ برای ساخت وسایل جواهرات، وسایل آشپزی، ابزار و همچنین موارد دیگر مانند ساخت شیشه‌های رنگی مورد استفاده قرار می‌گرفت.

## کاربردها

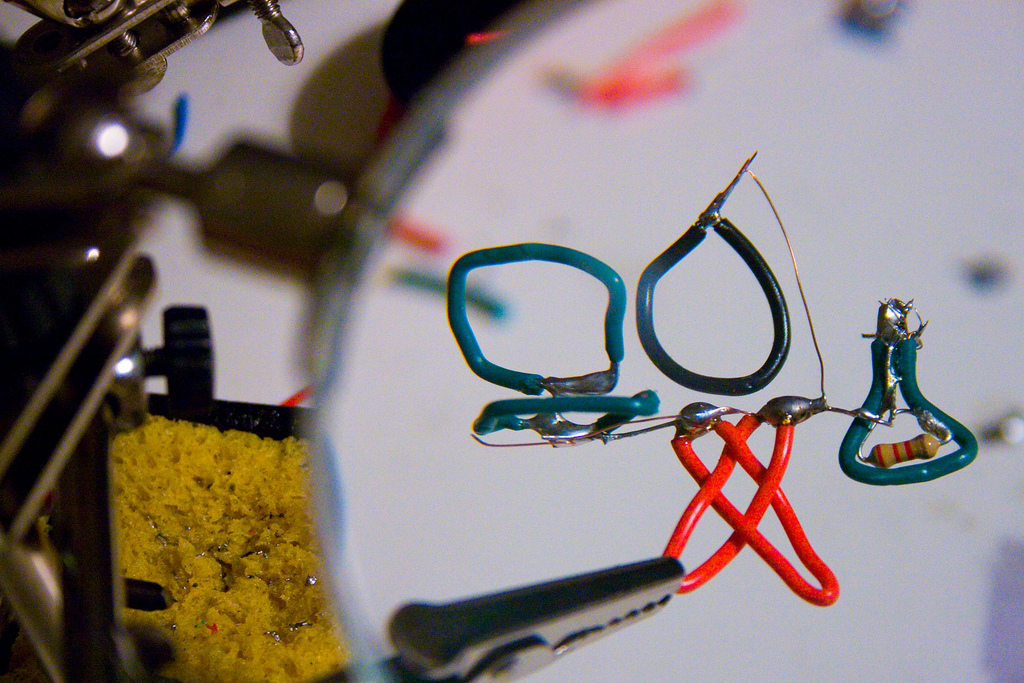
ایجاد یک سازهٔ کوچک با لحیم‌کاری

لحیم کاری در لوله‌کشی، وسایل الکترونیکی و فلزکاری از چشمک زن‌ها تا جواهرات و آلات موسیقی استفاده می‌شود.
لحیم‌کاری اتصالات دائمی اما برگشت‌پذیر بین لوله‌های مسی در سیستم‌های لوله‌کشی و همچنین در اشیا ساخته شده از ورقه‌های فلزی مانند قوطی‌های غذایی، ناودان باران و رادیاتور اتومبیل را فراهم می‌کند.
اجزای طلا و جواهر، ماشین آلات و برخی از اجزای سیستم‌های تبرید و لوله‌کشی اغلب توسط فرایند لحیم کاری نقره در دمای بالاتر ساخته و تعمیر می‌شوند. قطعات کوچک مکانیکی نیز معمولاً لحیم می‌شوند. از لحیم‌کاری برای اتصال سرب و فویل مس در فرایند ساخت شیشه‌های رنگی نیز استفاده می‌شود.
لحیم کاری در زمینه الکترونیک برای اتصال سیم‌ها به دستگاه‌ها و اجزای الکترونیکی به برد مدار چاپی استفاده می‌شود. اتصالات الکترونیکی را می‌توان به صورت دستی و با استفاده از هویه، لحیم‌کاری کرد. روش‌های خودکار مانند لحیم‌کاری موج ویا فر لحیم‌کاری برای ایجاد همزمان اتصالات متعدد در بردهای الکترونیکی به کار می‌روند. این روش هزینه دستگاه‌های الکترونیکی را به شدت کاهش می‌دهد.
در ساخت آلات موسیقی به ویژه آلات برنجی و سازهای بادی چوبی، از ترکیبی از لحیم‌کاری و لحیم‌کاری سخت استفاده می‌شود.

## لحیم‌ها

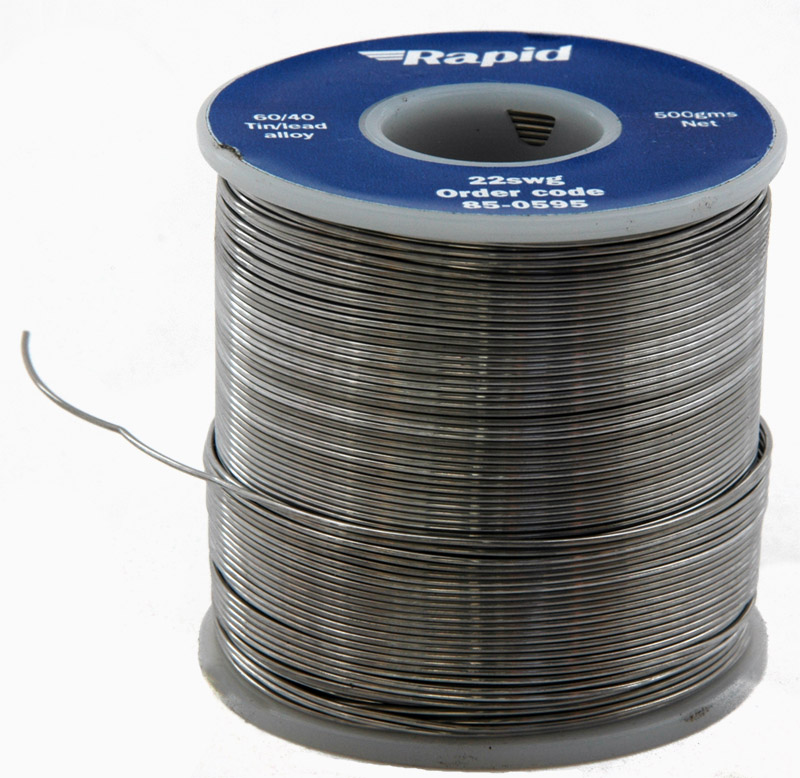
یک آلیاژ لحیم قلع-سرب با نسبت ۶۰ به ۴۰

مواد پر کننده مورد استفاده در لحیم‌کاری به شکل آلیاژهای مختلفی مناسب کاربردهای مختلف موجود اند. در مونتاژ ابزار الکترونیک، آلیاژی یوتکتیک با ۶۳٪ قلع و ۳۷٪ سرب (یا نسبت ۶۰/۴۰ که از نظر نقطه ذوب تقریباً مشابه است) آلیاژ منتخب است که نقطه ذوب آن در حدود ۱۹۰ درجه سلسیوس است. آلیاژهای دیگر برای لوله‌کشی و مونتاژ مکانیکی و دیگر کاربردها استفاده می‌شوند. برخی از نمونه‌های لحیم نرم عبارت‌اند از قلع-سرب برای کاربردهای همه‌منظوره، قلع-روی برای اتصال آلومینیوم، سرب-نقره برای استحکام بالاتر در دمای بالاتر از دمای اتاق، کادمیم-نقره برای استحکام بالا در دماهای بسیار بالا، روی - آلومینیوم برای اتصال آلومینیوم و ایجاد مقاومت در برابر خوردگی و قلع-نقره و قلع-بیسموت برای برخی کاربردهای الکترونیکی.
استفاده از یک فرمول یوتکتیک در لحیم‌کاری دارای مزایایی است. در این شرایط دمای ذوب و انجماد ماده با هم برابر است و هیچ فازی از نوع پلاستیکی ایجاد نمی‌شود و پایین‌ترین دمای ذوب ممکن را دارد. داشتن کمترین نقطه ذوب ممکن باعث کاهش تنش حرارتی روی قطعات الکترونیکی در هنگام لحیم کاری می‌شود. نداشتن فاز پلاستیکی موجب بهبود ترشوندگی هنگام داغ شدن لحیم، و اتصال سریع‌تر حین سرد شدن آن می‌شود. یک پرکننده غیر یوتکتیک باید هنگام گذر دما از دمای ذوب و انجماد ثابت بماند. هر حرکتی هنگام گذر از فاز پلاستیکی می‌تواند ترک ایجاد کند و اتصالی نامطمئن را نتیجه دهد. ترکیبات رایج قلع و سرب در پایین لیست شده‌اند. عدد سمت چپ درصد قلع و دیگری درصد سرب است:
- ۶۳/۳۷: ذوب در دمای {\displaystyle 183^{\circ }C} ({\displaystyle 361^{\circ }F}) (یوتکتیک است و تنها فرمولاسیونی است که در یک بازه ذوب نمی‌شود و نقطه ذوب مشخصی دارد)
- ۶۰/۴۰: ذوب در دمای {\displaystyle 183-190^{\circ }C} ({\displaystyle 361-374^{\circ }F})
- ۵۰/۵۰: ذوب در دمای {\displaystyle 183-215^{\circ }C} ({\displaystyle 361-419^{\circ }F})

به دلایل زیست‌محیطی و معرفی مقررات جدید، استفاده از لحیم‌های بدون سرب در حال گسترده‌تر شدن هستند. همچنین این نوع لحیم‌ها در لوازمی که ممکن است کودکان با آنها در تماس باشند، این نوع لحیم‌ها توصیه می‌شوند زیرا کودکان کوچک ممکن است آن وسایل را در دهان خود قرار دهند. در کاربردهای فضای باز هم این لحیم‌ها توصیه می‌شوند زیرا باران و سایر عوامل ممکن است باعث حل شدن و ورود آن‌ها به آب‌های زیرزمینی شوند. متأسفانه بیشتر لحیم‌های بدون سرب دارای ساختار یوتکتیک نیستند و در دمای نزدیک به {\displaystyle 250^{\circ }C} ({\displaystyle 482^{\circ }F}) ذوب می‌شوند که این خصوصیات ایجاد اتصالات محکم با آن‌ها را دشوارتر می‌کنند.
فلزات لحیم رایج دیگر شامل فرمولاسیون‌های دماپایین و دمابالا هستند که پرکننده‌های دماپایین معمولاً شامل بیسموت می‌باشند. این نوع پرکننده‌ها معمولاً برای اتصال قطعات از پیش لحیم شده، بدون ذوب اتصالات قبلی استفاده می‌شوند. آلیاژهای لحیم دمابالا معمولاً شامل نقره‌اند که برای عملیات با درجه حرارت بالا یا مونتاژ اولیه قطعاتی که نباید در حین عملیات بعدی از حالت لحیم شده خارج شوند استفاده می‌شوند. آلیاژ نقره با سایر فلزات باعث تغییر در نقطه ذوب، چسبندگی، ترشوندگی و استحکام کششی می‌شود. از میان تمامی آلیاژهای لحیم‌کاری سخت، آلیاژهای نقره بیشترین مقاومت و وسیع‌ترین کاربرد را دارند. آلیاژهای ویژه‌ای با خصوصیاتی مانند استحکام بالاتر، قابلیت لحیم‌کاری آلومینیوم، رسانایی الکتریکی بهتر و مقاومت خوردگی بهتر هم وجود دارند.

## روغن لحیم
یکی از موانع اصلی اتصالات محکم در فرایند لحیم‌کاری، وجود ناخالصی‌هایی مانند گرد و غبار، روغن یا عوامل خوردگی در محل اتصال است. کاربرد روغن لحیم، تسهیل فرایند لحیم‌کاری است. روغن لحیم، تَنکار یا فلاکس (به انگلیسی: Flux) ماده‌ای است که برای تمیزکاری شیمیایی سطوح و جلوگیری و پاک‌کردن ناخالصی‌ها و عوامل اکسایش در منطقهٔ جوش به کار می‌رود. ناخالصی‌ها را می‌توان با روش‌های مکانیکی ویا پاک‌کننده‌های شیمیایی از میان برد اما دماهای بالای لازم برای ذوب آلیاژ لحیم، قطعه مورد نظر و فلز لحیم را برای اکسید شدن دوباره آماده می‌کند. این اثر با افزایش دمای لحیم‌کاری تسریع می‌شود و می‌تواند به‌طور کامل از اتصال فلز پرکننده به قطعه مورد نظر جلوگیری کند. یکی از ابتدایی‌ترین انواع فلاکس، زغال چوب است که به عنوان عامل کاهنده عمل کرده و از اکسایش قطعات هنگام لحیم‌کاری جلوگیری می‌کند. برخی از انواع فلاکس فراتر از جلوگیری ساده از اکسایش عمل می‌کنند و نوعی پاک‌کنندگی شیمیایی در مقابل عوامل خوردگی از خود نشان می‌دهند. بسیاری از تنکارها هم به عنوان ماده فعال سطحی عمل می‌کنند و کشش سطحی لحیم مذاب را کاهش داده و باعث جاری شدن آسان آن‌ها و افزایش ترشوندگی می‌شوند.
برای سال‌های زیادی رایج‌ترین روغن‌های لحیم در کاربردهای الکترونیکی، بر پایه رُزین (کلافون) بودند که از کاج‌های مشخصی به دست می‌آید. برای لحیم‌کاری اجزای الکترونیک رُزین تقریباً مطلوب است زیرا در دمای پایین نارسانا و غیرخورنده است و در دمای بالا واکنش‌پذیری خفیفی دارد. در زمینه‌های لوله‌کشی و خودروسازی معمولاً از تنکارهای اسیدی مانند هیدروکلریک اسید استفاده می‌شود که تمیزکاری نسبتاً شدیدی را موجب می‌شوند. از این مواد در صنعت الکترونیک نمی‌توان استفاده کرد زیرا باقی‌مانده آنها خاصیت رسانایی دارد و منجر به اتصالات الکتریکی ناخواسته می‌شوند و به مرور سیم‌های نازک را حل می‌کنند. اسید سیتریک یک فلاکس اسیدی عالی محلول در آب است که برای اتصالات مس و صنعت الکترونیک مناسب است ولی باید باقی‌مانده آن پس از مصرف شسته شود.
فلاکس‌های مناسب برای لحیم‌کاری نرم در سه فرمولاسیون ساده طبقه‌بندی می‌شوند:
- روغن‌های لحیم محلول در آب که فلاکس‌هایی فعال از نظر شیمیایی هستند که می‌توانند پس از لحیم‌کاری با استفاده از آب و بدون نیاز به ترکیبات آلی فرار شسته شوند.[۱۷]
- فلاکس‌های بدون نیاز به شستن به اندازه کافی خفیف و نارسانا و غیرخورنده هستند که نیاز به پاک کردن نداشته باشند. باقی‌مانده آن‌ها به شکل لکه‌ای سفید دیده می‌شود و نارسانا بودن آن باعث می‌شود هیچگونه اتصال کوتاه در مدار ایجاد نشود.[۱۸]
- فلاکس‌های رُزین که در سه فرمولاسیون غیرفعال، خفیف و فعال موجود می‌باشند. انواع خفیف و فعال آن‌ها از ترکیب رُزین با مواد فعال مانند اسید ساخته می‌شوند. این مواد فعال ترشوندگی فلز مورد لحیم‌کاری را با از بین بردن اکسیدهای موجود روی سطح آن افزایش می‌دهند.[۱۹] باقی‌مانده رُزین‌های فعال خورنده‌اند و باید پس از لحیم‌کاری پاک شوند. بقایای ترکیبات خفیف کمتر خورنده می‌باشند بنابراین تمیز کردنشان اختیاری است ولی معمولاً ترجیح داده می‌شود. رُزین‌های غیرفعال کمترین خورندگی را دارند.

## فرایندها

نمودار فرایندها و روش‌های لحیم‌کاری

سه نوع روش لحیم‌کاری وجود دارد که هرکدام به ترتیب به دمای بالاتری نیاز داشته و اتصال محکم‌تری را نتیجه می‌دهند:
- لحیم‌کاری نرم، که اغلب از آلیاژ قلع-سرب به عنوان فلز پرکننده (لحیم) استفاده می‌شود.
- لحیم‌کاری نقره، که در آن از آلیاژهای نقره استفاده می‌شود.
- لحیم‌کاری سخت، که از آلیاژهای مانند برنج به عنوان پرکننده استفاده می‌شود.[۲۰]

آلیاژ لحیم در هرکدام از روش‌ها را می‌توان برای تغییر دمای ذوب آن، اصلاح کرد. لحیم‌کاری با چسباندن متفاوت است زیرا در لحیم‌کاری فلزات پرکننده به‌طور مستقیم با سطح قطعه مورد نظر پیوند قوی می‌سازند.
در لحیم‌کاری نرم فلز پرکننده دمای ذوب زیر ۴۵۰ درجه سلسیوس دارد. در حالی که در لحیم‌کاری نقره و بریزینگ به دماهای بالاتری نیاز است و معمولاً ذوب فلز لحیم به کمک یک شعله ویا قوس الکتریکی حاصل می‌شود. آلیاژهای لحیم‌نرم معمولاً شامل سرب می‌باشند.
هر نوع لحیم مزایا و معایبی دارد که بسته به نیاز و این خصوصیات، لحیم مناسب انتخاب می‌شود. لحیم نرم اسم خود را از فلز اصلی تشکیل دهنده‌اش، یعنی سرب نرم گرفته‌است. لحیم‌کاری نرم به کمترین دما نیاز دارد و در نتیجه آن تنش حرارتی کمتری درون اجزا ایجاد می‌کند. در مقابل این روش اتصال مستحکمی ایجاد نمی‌کند و در کاربردهای مکانیکی حامل بار، نامناسب است. لحیم‌کاری نرم برای محیط‌های با دمای بالا هم نامناسب است زیرا دمای بالا باعث کاهش استحکام و ذوب شدن تدریجی لحیم می‌شود. لحیم‌کاری نقره که در جواهرسازی و برخی کاربردهای لوله‌کشی استفاده می‌شود، به یک شعله یا منبع دما بالای دیگری نیاز دارد و اتصالات قوی‌تری نسبت به لحیم‌کاری نرم ایجاد می‌کند. لحیم‌کاری سخت قوی‌ترین اتصال بدون جوشکاری را فراهم می‌کند اما نسبت به سایر روش‌ها دمای بالاتری برای ذوب فلز لحیم لازم دارد. این روش به شعله یا یک منبع گرمایی دیگر برای رسیدن به دمای بالا نیاز دارد و استفاده از عینک محافظ برای جلوگیری از آسیب چشم‌ها در برابر نور شدید تولید شده لازم است. این روش برای تعمیر اشیا چدنی ویا آهن ساخته (فرفورژه) هم به کار می‌رود.
عملیات لحیم‌کاری را می‌توان با ابزار دستی هر بار با انجام یک اتصال یا به‌طور دسته جمعی در یک خط تولید انجام داد. لحیم‌کاری دستی را می‌توان با استفاده از هویه، تفنگ لحیم‌کاری ویا یک مشعل انجام داد. کار با ورقه‌های فلزی به‌طور سنتی با لحیم‌کاری مس توسط شعله انجام می‌شد. در این روش استفاده از مشعل گازی مانند بوتان یا پروپان آسان‌تر است. همه روش‌های لحیم‌کاری به مراحل تمیز کردن قطعات مورد نظر، قرار دادن قطعات کنار هم نزدیک اتصال مورد نظر، گرم کردن قطعات، اعمال روغن لحیم، اضافه کردن فلز لحیم، قطع کردن منبع گرما و ثابت نگه داشتن اجزا تا جامد شدن کامل فلز لحیم نیاز دارند. بسته به نوع روغن لحیم استفاده شده، ممکن است لازم شود که قطعات و اتصالات پس از لحیم‌کاری دوباره تمیز شوند.
هر آلیاژ لحیم خصوصیاتی دارد که آن را برای کاربرد خاصی مناسب می‌کند. به عنوان مثال خصوصیاتی مانند رسانایی و استحکام لحیم حائز اهمیت می‌باشند. خواص دیگر فلزات هم باید در نظر گرفته شوند، یک نمونه از این موارد لحیم سربی است که نباید برای فلزات گرانبها استفاده شود زیرا سرب با حل شدن درون آن فلزات، به شکل آنها آسیب می‌زند.

### لحیم‌کاری و بریزینگ
تفاوت لحیم‌کاری و بریزینگ (لحیم‌کاری سخت) توسط نقطه ذوب فلز لحیم مشخص می‌شود. دمای ۴۵۰ درجه سلسیوس معمولاً به عنوان یک مرز میان این دو روش مشخص می‌شود. لحیم‌کاری نرم را اغلب می‌توان با هویه انجام داد در حالی که برای سایر روش‌های لحیم‌کاری به مشعل یا کوره نیاز داریم تا فلز لحیم ذوب شود. فلز لحیم‌کاری سخت از آلیاژ نقره قوی‌تر است و آن هم از لحیم نرم سربی قوی‌تر است.
از آنجایی که هویه توانایی رسیدن به دمای بالای لازم برای لحیم‌کاری سخت را ندارد، برای این فرایند به ابزار متفاوتی نیاز است. فلزات پرکننده در فرایند لحیم‌کاری سخت، برای استحکام بالا طراحی می‌شوند در حالی که نقره توسط جواهرسازان با هدف محافظت فلزات گرانبها و توسط برخی تکنیسین‌ها بخاطر مقاومت کششی خوب و نقطه ذوب پایین‌تر نسبت به لحیم سخت ترجیح داده می‌شود. مهم‌ترین نقطه مثبت لحیم نرم، دمای ذوب پایینش است که برای جلوگیری از آسیب دیدن قطعات الکترونیکی و عایق‌ها گزینه مناسبی است.
از آنجا که اتصال با استفاده از فلزی با دمای ذوب پایین‌تر از قطعه کار تولید می‌شود، با نزدیک شدن دمای محیط به نقطه ذوب فلز پرکننده، مفصل ضعیف می‌شود. در نتیجه فرآیندهای با دمای بالاتر، اتصالاتی را ایجاد می‌کنند که در دمای بالاتری مؤثرند. اتصالات لحیم شده می‌توانند به اندازه خود قطعه اصلی محکم باشند، حتی در دماهای بالا.

### لحیم‌کاری با نقره
این فرایند برای اتصال فلزات قیمتی یا نیمه قیمتی مانند طلا، نقره، برنج و مس به یکدیگر استفاده می‌شود. فلز لحیم نقره معمولاً به سه دسته نرم، متوسط و سخت تقسیم می‌شود که معیاری برای مشخص کردن نقطه ذوب است و نه استحکام اتصال لحیم شده. لحیم فوق نرم شامل ۵۶ درصد نقره است و نقطه ذوب آن ۶۱۸ درجه سانتیگراد (۱۱۴۵ درجه فارنهایت) است. آلیاژ فوق سخت این فرایند شامل ۸۰ درصد نقره است و دمای ذوب آن ۷۴۰ درجه سانتیگراد (۱۳۷۰ درجه فارنهایت) است. در صورت نیاز به اتصالات متعدد، فرایند با آلیاژ لحیم فوق سخت یا سخت شروع شده و برای اتصالات بعدی از فلزات لحیم کاری با نقطه ذوب پایین‌تر استفاده می‌شود. لحیم حاوی نقره تا حدودی در فلز اطرافش نفوذ کرده و اتصالی را نتیجه می‌دهد که از فلز مورد لحیم‌کاری هم محکم‌تر است.

### لحیم‌کاری القایی
لحیم‌کاری القایی از گرمایش القایی به کمک جریان متناوب درون یک سیم‌پیچ مسی استفاده می‌کند. این باعث ایجاد جریان در قطعه لحیم شده می‌شود که به دلیل مقاومت بیشتر یک اتصال در برابر فلز اطراف آن، گرما تولید می‌کند (گرمایش اهمی). سیم‌پیچ اطراف اتصال قرار داده شده و سپس فلز لحیم در محل اتصال قرار داده شده و به آرامی ذوب می‌شود. از روغن لحیم در این روش بسیار استفاده می‌شود.
در این روش برخی فلزات آسان‌تر از دیگر فلزات لحیم می‌شوند مانند مس، نقره و طلا. آهن، فولاد کربنی و نیکل از نظر سختی پس از سه فلز یاد شده‌اند. تیتانیم، منیزیم، انواع چدن‌ها، برخی فولادهای پرکربن، سرامیک‌ها و گرافیت هم قابل لحیم‌کاری اند ولی برای تحقق آن به فرآیندی مشابه اتصال کاربیدها نیاز است: آنها ابتدا با یک عنصر فلزی مناسب که باعث ایجاد اتصال سطحی می‌شود، آبکاری می‌شوند.

### قطعات الکترونیکی (بردهای مدار چاپی)
در حال حاضر مدارهای چاپی طی فرایند تولید انبوهشان با لحیم‌کاری موج ساخته می‌شوند. در لحیم‌کاری موج قطعات الکترونیکی آماده شده و روی مدار قرار داده می‌شوند. گاهی برای ثابت نگه داشتن این قطعات طی فرایند، از چسب کوچک یا بند استفاده می‌شود.
لحیم‌کاری فرونشینی فرآیندی است که از خمیر قلع برای اتصال قطعات به محل مورد نظر استفاده می‌شود. پس از اعمال خمیر، قطعات توسط یک لامپ مادون قرمز ویا یک کوره کنترل شده، گرم می‌شوند.
از آنجایی که اغلب اجزای مختلف بهتر است با روش‌های متفاوتی به برد متصل شوند، بهتر است از دو یا سه فرایند برای ساخت مدارهای چاپی استفاده شود. برای مثال قطعات نصب-سطحی را می‌توان ابتدا با لحیم‌کاری فرونشینی متصل کرد و سپس برای قطعات سوراخ-کامل از یک فرایند لحیم‌کاری با موج استفاده کرد و در آخر قطعات بزرگتر را با دست لحیم کرد.

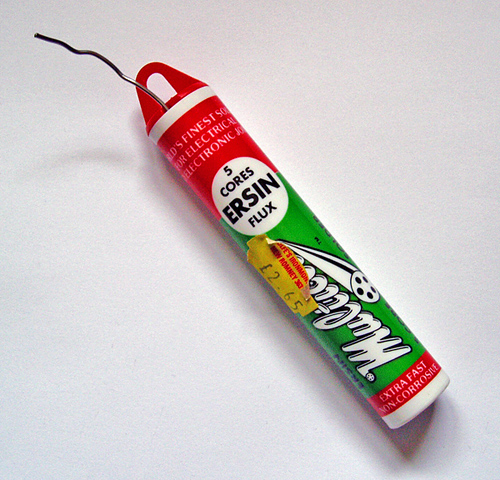
تصویری از یک ماده اولیه مورد استفاده در لحیم‌کاری دستی

#### لحیم‌کاری دستی
برای لحیم‌کاری دستی، منبع گرما متناسب با اندازه اتصال لحیم مورد نظر انتخاب می‌شود. یک هویه ۱۰۰ واتی ممکن است گرمای بسیار زیادی برای مدارهای چاپی ایجاد کند. در حالی که ممکن است یک ابزار ۲۵ واتی برای اتصالات بزرگ الکتریکی کافی نباشد. استفاده از وسیله‌ای با دمای بسیار زیاد ممکن است به اجزای حساس آسیب بزند. از طرفی گرم شدن دراز مدت توسط دستگاهی که نسبتاً خنک یا ضعیف باشد می‌تواند باعث آسیب حرارتی شود و حتی برخی اجزای یک مدار از بستر جدا شوند.
تکنیک‌های لحیم کاری دستی نیاز به مهارت زیادی برای لحیم کاری ظریف بسته‌های تراشه نصب-سطحی دارند. به خصوص لحیم‌کاری دستی مدارهای آرایه مشبک توپی (BGA) بسیار سخت است.

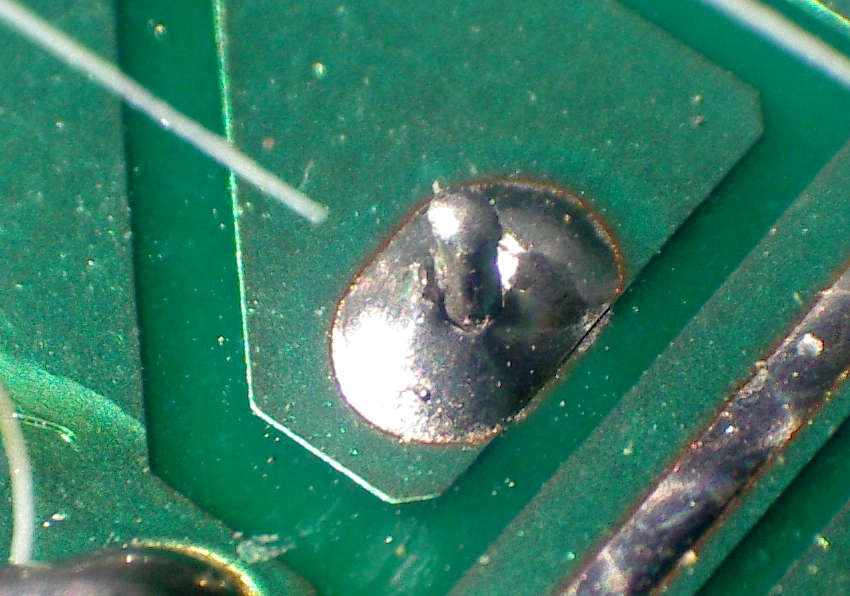
یک اتصال سرد لحیم که در آن فلز لحیم به خوبی داغ نشده‌است.

برای اتصال قطعات الکترونیک به یک مدار چاپی، انتخاب روغن لحیم مناسب و استفاده درست از آن، تأثیر بسزایی در جلوگیری از اکسایش در هنگام لحیم‌کاری دارد و ترشوندگی و انتقال حرارت را می‌تواند بهبود ببخشد. نوک هویه باید از تمیز و از قبل به لحیم آغشته شده باشد تا از انتقال سریع گرما اطمینان حاصل شود.
برای جلوگیری از انتقال حرارت زیاد به برخی قطعات، می‌توان از یک گرماگیر استفاده کرد، از این روش به ویژه برای قطعات ژرمانیمی استفاده می‌شود. استفاده از گرماگیر به معنای نیاز به گرمای بیشتر برای انجام فرایند است، زیرا وجود آن، گرم شدن قطعه مورد لحیم‌کاری را سخت‌تر می‌کند. اگر سطوح فلزی به خوبی تمیز نشوند یا مجموعه به خوبی به دمایی بالاتر از نقطه ذوب فلز لحیم رسانده نشود،  نتیجه لحیم‌کاری یک اتصال ضعیف است که لحیم سرد نامیده می‌شود؛ حتی اگر ظاهرش چنین نباشد.

#### عیوب لحیم‌کاری

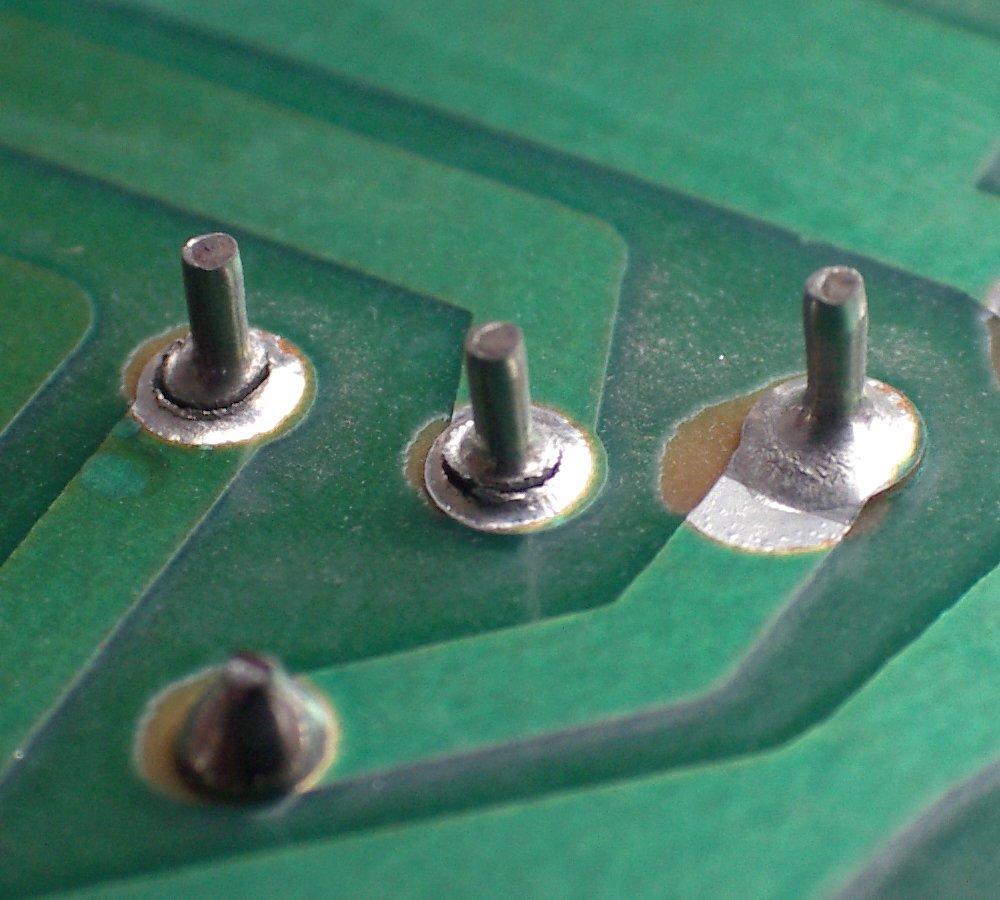
اتصالات شکسته شده لحیم روی یک برد مدار. اتصال سمت راست با اینکه شکسته نشده‌است، از سطح برد جدا شده‌است.

آلیاژهای غیر یوتکتیک یک محدوده پلاستیک محدود دارند. به همین دلیل قطعات و اتصالات نباید حرکت داده شوند تا وقتی که فلز لحیم از دمای ذوب و انجماد بگذرد. وقتی به صورت ظاهری بررسی می‌شود، یک اتصال لحیم خوب به صورت صیقلی و براق دیده می‌شود. یک سطح خاکستری مات، نشانه یک اتصال حرکت داده شده طی لحیم‌کاری است. مرز بین لحیم و قطعه در یک اتصال خوب زاویه کمی دارد. سایر نقص‌های لحیم کاری را نیز می‌توان از نظر ظاهری تشخیص داد. لحیم‌های سرد کدر و گاهی ترک خورده‌اند. استفاده کم از فلز لحیم منجر به اتصالی به اصطلاح خشک و نامطمئن می‌شود. استفاده زیاد هم لزوماً اشکال ندارد، ولی معمولاً منجر به ترشوندگی و پخش ضعیف فلز لحیم می‌شود. پس از استفاده از برخی روغن‌های لحیم، باقی‌مانده روغن باید با آب، الکل یا دیگر حلال‌های مناسب تمیز شود. بین هر اتصال، لحیم بیش از حد و روغن لحیم باقی مانده و مصرف نشده از نوک هویه پاک می‌شوند. وقتی داغ است، نوک هویه کمی آغشته به لحیم نگه داشته می‌شود. این کار به لحیم‌کاری کمک می‌کند و از اکسایش و خوردگی نوک هویه جلوگیری می‌کند.

#### لحیم‌کاری نوار داغ
لحیم‌کاری نوار داغ فرآیندی است که طی آن دو قطعه که از قبل با فلز لحیم و روغن‌لحیم پوشش داده شده‌اند، توسط یک المنت حرارتی داغ می‌شوند تا به دمای مناسبی برای ذوب فلز لحیم برسند. برای اطمینان از ثابت ماندن قطعات طی خنک شدن اتصالات لحیم، در تمام فرایند (حدودا ۱۵ ثانیه) به قطعات فشار اعمال می‌شود. المنت برای هر اتصال گرم و سپس دوباره سرد می‌شود. می‌توان المنت را تا۴۰۰۰ وات تنظیم کرد که منجر به لحیم‌کاری سریع و اتصالاتی محکم می‌شود.

#### لیزر
لحیم‌کاری با لیزر روشی است که در آن از یک لیزر ۳۰–۵۰ واتی برای ذوب و لحیم‌کاری یک اتصال الکترونیکی استفاده می‌شود. لیزرهای دیودی که بر اساس نیمه‌رساناها طراحی شده‌اند برای این کار استفاده می‌شوند.
طول موج‌ها معمولاً بین ۸۰۸ تا ۹۸۰ نانومتر است. پرتوها از طریق یک فیبر نوری با قطر کمتر از ۸۰۰ میکرومتر اعمال می‌شوند. از آنجا که پرتوی انتهای فیبر به سرعت از هم جدا می‌شود، از لنزها برای تمرکز آنها و ایجاد یک نقطه اثر متناسب با فاصله کار استفاده می‌شود. از یک تغذیه کننده خودکار سیم برای افزودن فلز لحیم استفاده می‌شوند.
هر دو آلیاژ قلع-سرب و قلع-نقره را می‌توان برای این فرایند استفاده کرد. دستور العمل‌های فرایند بسته به ترکیب آلیاژ متفاوت خواهند بود. برای لحیم کاری حامل‌های تراشه ۴۴ پین به یک برد مدار، سطح توان به میزان ۱۰ وات و مدت زمانی حدوداً ۱ ثانیه است. سطح کم توان می‌تواند منجر به تر شدن ناقص و تشکیل حفره‌هایی شود که هردو می‌توانند باعث ضعف اتصال شوند.

### لحیم‌کاری لوله

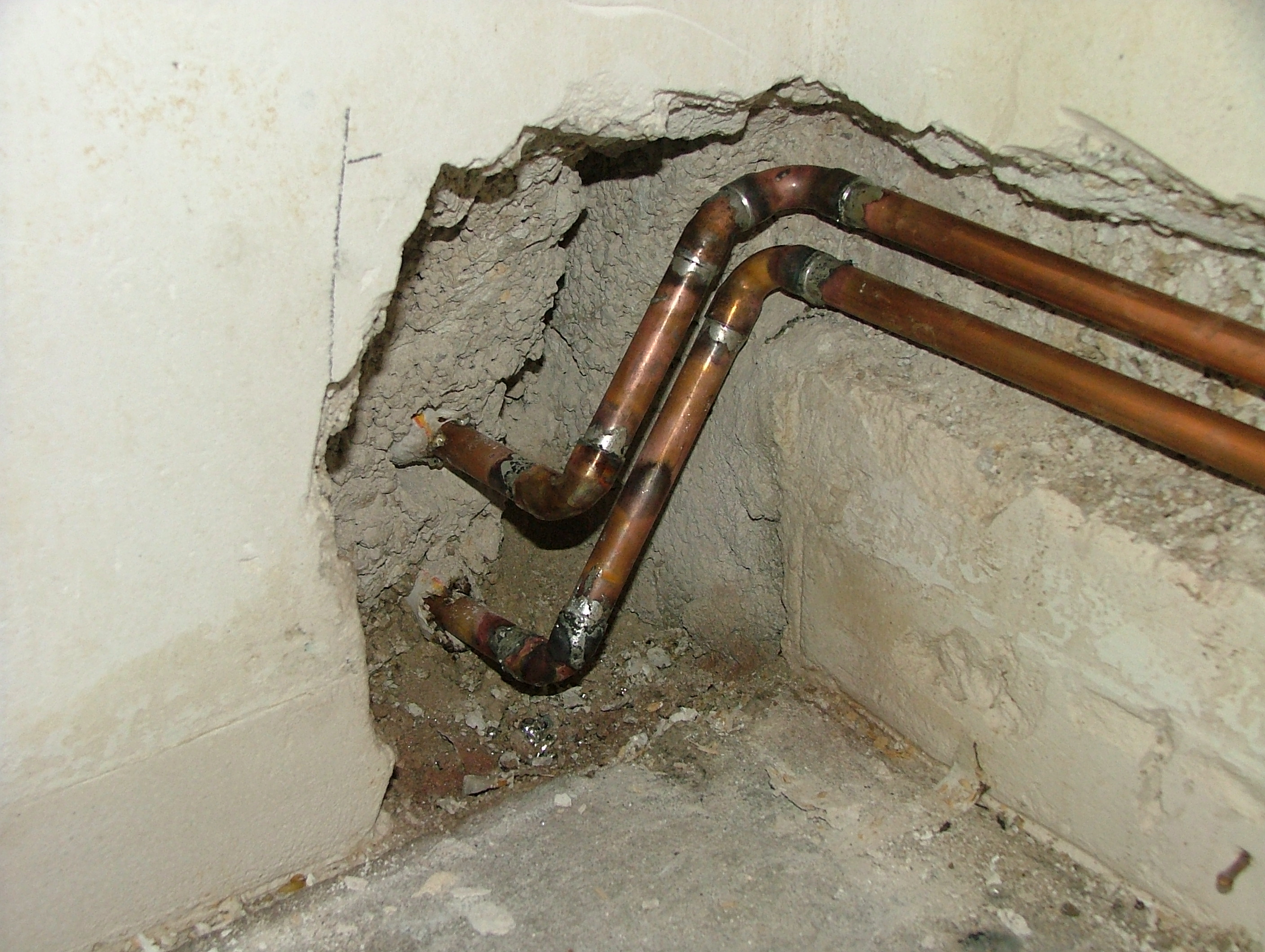
لوله‌های مسی لحیم شده

لوله‌های مسی معمولاً با لحیم‌کاری به هم متصل می‌شوند. سرعت انتقال گرما توسط لوله مسی بسیار بیشتر از توان ابزارهای کوچک لحیم‌کاری دستی مانند انواع هویه است؛ بنابراین معمولاً از یک مشعل پروپان برای تأمین گرمای لازم استفاده می‌شود. برای لوله‌های بزرگتر از مشعل‌هایی با سوخت متیل استیلن-پروپادن پروپان (MAPP)، استیلن یا پروپن و هوای جو به عنوان عامل اکسنده در فرایند سوختن استفاده می‌شود. در این فرایندها استفاده از اکسیژن خالص به عنوان اکسنده نادر است زیرا دمای شعله از نقطه ذوب مس هم می‌تواند بالاتر برود. حرارت زیاد می‌تواند خاصیت سختی ناشی از برگشت دادن مس را از بین ببرد و می‌تواند روغن لحیم را پیش از اضافه شدن فلز لحیم سوزانده و اتصالی معیوب را نتیجه دهد. با وجود همه اینها، برای یک تکنسین ماهر، گرمای بیشتر شعله MAPP، استیلن یا پروپن به معنای تعداد اتصالات لحیم‌شده بیشتری در هر ساعت، بدون آسیب به سختی مس است. پس از اینکه محل اتصال به خوبی تمیز، روغن‌کاری و ثابت شد، شعله به ضخیم‌ترین قسمت اتصال اعمال می‌شود. فلز لحیم هم در در فضای خالی بین لوله‌ها قرار داده می‌شود. وقتی همه قطعات به خوبی گرم شدند، لحیم ذوب شده وتحت اثر مویینگی به درون اتصال جاری می‌شود. برای اطمینان از توزیع خوب لحیم، ممکن است لازم شود که شعله روی اتصال حرکت داده شود و دراین هنگام، باید دقت کرد که قطعات بیش از حد گرم نشوند. اگر لوله شروع به تغییر رنگ بکند، به این معنی است که لوله بیش از حد گرم شده و در حال اکسید شدن است. که باعث توقف جریان لحیم و به خوبی بسته نشدن اتصال می‌شود. قبل از سرد شدن، لحیم مذاب حرارت شعله را تعقیب می‌کند. هنگامی که اتصال به خوبی آغشته شد، لحیم و حرارت قطع می‌شوند و در حالی که محل اتصال هنوز گرم است، اغلب با یک پارچه خشک پاک می‌شود. این عمل لحیم اضافه و باقی‌مانده روغن لحیم را قبل از سرد و سخت شدن لحیم، از میان می‌برد.
البته می‌توان از آلات برقی برای لحیم‌کاری لوله‌های با سایز ۸ تا ۲۲ میلیمتری استفاده کرد. این ابزار به ویژه در فضاهای بسته و تنگی که استفاده از شعله خطرناک است بسیار کارآمد می‌باشند. برخی وسیله‌های مناسب این فرایند به شکل انبردست‌اند که با قرار گرفتن حول لوله و حرارت دادن به آن، می‌توانند لحیم‌کاری را در مدت زمانی به کوتاهی ۱۰ ثانیه انجام دهند. 

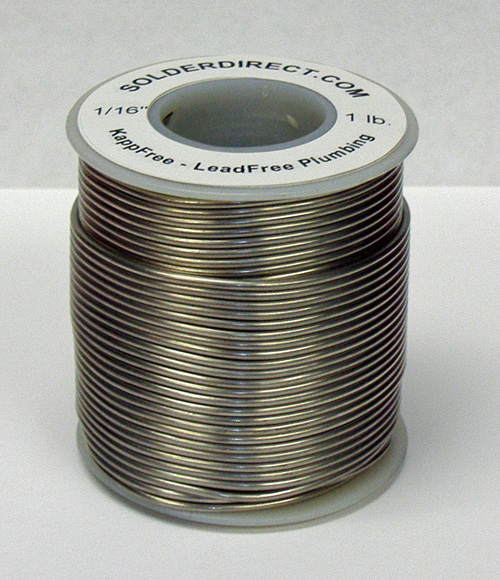
فلز لحیم بدون سرب که در لوله‌کشی به کار می‌رود.

به دلیل ابعاد قطعات، و فعالیت شیمیایی بالای آنها در دمای بالای شعله، روغن لحیم به کار رفته در لوله‌کشی، نسبت به روغن‌های لحیم‌کاری در صنعت الکترونیک از نظر شیمیایی فعال‌تر و اسیدی‌تر می‌باشند. از آنجایی که اتصالات لوله‌کشی ممکن است در هر زاویه‌ای، حتی به صورت وارونه انجام بشوند، فلاکس‌های لوله‌کشی معمولاً به صورت خمیر تولید می‌شوند که نسبت به انواع مایع آنها، بهتر در جای خود می‌مانند. فلاکس به تمام سطوح از داخل و بیرون اعمال شده و باقی‌مانده آن پس از تکمیل لحیم‌کاری پاک می‌شود، تا مانع از تخریب و شکست قطعه شود. ترکیبات متفاوتی برای روغن لحیم درلوله‌کشی وجود دارند. این ترکیبات بسته به نوع فرایند و دمای لازم برای انجام آن تقسیم‌بندی می‌شوند. کدهای ساختمانی تقریباً در تمام جهان، استفاده از لحیم‌های بدون سرب را لازم می‌دانند. با اینکه لحیم قلع-سرب نیز برای لوله‌ها قابل استفاده است، مطالعات نشان داده‌اند که لوله‌هایی که با سرب لحیم‌کاری می‌شوند، باعث افزایش شدید سطح سرب در آب‌های آشامیدنی می‌شوند.
از میان انواع روش‌های اتصال لوله‌های مسی، لحیم‌کاری بیشترین مهارت را نیاز دارد ولی در صورتی که اگر برخی نکات ساده رعایت شوند، مطمئن‌ترین راه است:
- لوله‌ها و اتصالات باید به گونه‌ای پاک شوند که لکه‌ای باقی نماند.
- هر فشاری که در اثر گرم شدن لوله ایجاد می‌شود باید دارای یک خروجی باشد.
- اتصال باید خشک باشد (که هنگام تعمیر لوله‌های آب می‌تواند چالش‌برانگیز باشد).

لوله مسی تنها یکی از فلزاتی است که به این شیوه اتصال می‌یابند. اتصالات برنجی معمولاً به عنوان شیرآلات یا اتصال میان مس و دیگر مواد استفاده می‌شوند. در ساخت آلات موسیقی برنجی و برخی سازهای بادی، اتصالات برنجی با روش مشابه لوله‌های مسی لحیم می‌شوند.